# Estación Ferré
Ferré es una estación de ferrocarril ubicada en la localidad del mismo nombre, en el Partido de General Arenales, Provincia de Buenos Aires, Argentina.
Pertenece al Ramal G6 Pergamino-Vedia de lo que fue la Compañía General de Ferrocarriles en la Provincia de Buenos Aires, luego Ferrocarril General Belgrano.
Sus vías e instalaciones se encuentran sin funcionamiento, aunque a cargo de la empresa estatal Trenes Argentinos Cargas.
Se Ubica a 29 km de General Arenales.